# “塵浮世间”线上音乐会
“塵浮世间”线上音乐会是创作歌手薛之谦的首场线上音乐会，于2020年5月23日晚上7:30通过小度智能屏上独家直播。截至5月18日，预约人数338.95万。

## 背景
2020年初，线上演出和平时的直播并无二致：一个人、一件乐器、一副耳机和一部手机。如今这种因陋就简的情况已得到改善，高科技公司加入5G、VR、4K等技术，将线下演唱会得以在线上再现。“尘浮世间”是唱片公司与人工智能互联网硬件系统的首次合作打造音乐现场超级IP。在此场音乐会中，以“小度 AI 音乐排行榜”为背景打造“AI音乐会客厅”穿插第二现场互动聊天环节。
在官方名称中，“尘”字采用繁体中文书写。

## 演出设计
“塵浮世间”线上音乐会全场参照演唱会模式打造，使用多个摄像机和角度进行直播。舞美灯光采用 ACME XP-16R BSW、XA-1000 BSWF II、LED -ST5000、LED-BL4 等专业舞台灯具。由于没有现场观众，所以采用四面台的舞台设计。但和传统演唱会四面台不同的是“尘浮世间”以歌手为中心并让所有乐手都面向台心，增加互动性。为了达到华丽的舞台效果，拍摄团队采用了远距离摄像机运用摇臂和斯坦尼康游走，并在实时直播中运用后期视频处理手段。
每首歌曲有定制的灯光设计，让观众沉浸演绎之中，感受不一样的故事与不一样的思绪。例如，《尘》将歌者诠释成一颗「尘埃」，为与舞台相融合，灯光设计选取了金黄色的粒子；《笑场》传达的的孤寂以舞台剧的形式还原：歌者蜷缩的身躯躺在一张双人床，具有很高的观赏价值也引起观众的深度共鸣。。

## 曲目列表
薛之谦总共演唱了8首歌曲。
1. 《病态》
2. 《像风一样》
3. 《木偶人》
4. 《绅士》
5. 《尘》
6. 《演员》
7. 《笑场》
8. 《违背的青春》

## 工作人员
- 导演制作团队：鹿卡互娱V STUDIO TEAM团队[5]
- 总导演：赵伯翀
- 执行总导演：马梦竹
- 舞台导演：许恪鸣、张雪霏
- VJ师：杨强
- 主持人导演：杨介普
- 灯光设计：周成
- 灯光师：周成
- 导播：王少博
- OB调音师：金鹰、王路遥
- Monitor调音师：佐鑫
- 舞美灯光：ACME Lighting[8]
- 硬体制作：北京二四九六音乐文化传媒[9]